# Sangeetha
Sangeetha Rajeev es una cantante de playback y compositora india, nacida el 23 de octubre en Bangalore, Karnataka. Ella ha interpretado varias canciones para el cine Hindi, se hizo conocer como cantante con su primer sencillo titulado Chan Se Udi. El vídeo musical de esta canción, fue estrenada en dos redes televisivos más importantes como en la BBC Asian Network, y Pepsi MTV Indies y en Radio City (Freedom Radio). Con 1000 presentaciones en vivo, ella se ha convertido en una de las artistas e intérpretes femeninas más importantes de su país India.
Sangeetha ha sido invitada como jurado para el programa SaReGaMaPa Little Champs de temporada 12, un reality show que fue transmitida por la red televisiva de Zee Kannada.

## Top Hits
| Año  | Título                  | Película/ Álbum   | Composición           | Fuente |
| ---- | ----------------------- | ----------------- | --------------------- | ------ |
| 2013 | "Yentane taragathi"     | Aane Pataaki      | Dharma Vish           | [ 5 ]  |
| 2013 | "Thinbedakami 2"        | Lucia (2013 film) | Poornachandra Tejasvi | [ 6 ]  |
| 2015 | "Ali Baba"              | Rebel             | Jassie Gift           |        |
| 2015 | "Namma ee aata"         | Aadhya            | Jeevan Reddy          |        |
| 2016 | "Bijili Krishna"        | I dash you        | Adil Nadaf            |        |
| 2016 | "Hero cylce nalli nanu" | Bhujanga          | Poornachandra Tejasvi | [ 7 ]  |
| 2016 | "Khushi"                | "Looty"           | Dharma Vish           | [ 8 ]  |

## Álbumes
| Año  | Nombre del álbum | Composición      |
| ---- | ---------------- | ---------------- |
| 2013 | "Sarvasva"       | Sangeetha Rajeev |
| 2016 | "Chan Se Udi"    | Sangeetha Rajeev |

## Premios
| Año  | Premio                                         | Título                |
| ---- | ---------------------------------------------- | --------------------- |
| 2014 | Kannada International Music Awards             | Best Playback Singer  |
| 2012 | Radio City (Indian Radio Station) Super Singer | Runner Up             |
| 2008 | Star India Asianet Suvarna                     | Confident Star Singer |